# Sling Blade
Sling Blade är en amerikansk dramafilm från 1996, skriven och regisserad av Billy Bob Thornton. Filmen hade svensk premiär den 7 november 1997. Den är en omarbetad variant av Thorntons kortfilm Some Folks Call It a Sling Blade.

## Handling
Den efterblivne Karl Childers har suttit på mentalsjukhus i 25 år, sedan han var 12 år. Han berättar för en journalist att han dödade sin mor och hennes älskare och han ångrar sig inte. Under tiden på sjukhuset har han lärt sig läsa. Ute i friheten får han en vän i den faderlöse pojken Frank (12 år liksom Karl när han blev inlagd på sjukhus). Han får ett arbete som bilmekaniker och en bostad i garaget som tillhör Franks mor Linda. Men Lindas pojkvän, den våldsamme och fördomsfulle Doyle, tål inte Karl.

## Rollista (urval)
- Billy Bob Thornton - Karl Childers
- Lucas Black - Frank Wheatley
- Natalie Canerday - Linda Wheatley, Franks mor
- Dwight Yoakam - Doyle Hargreaves, Lindas pojkvän
- John Ritter - Vaughan Cunningham, Lindas arbetskamrat
- James Hampton - Dr Jerry Woolridge
- Rick Dial - Bill Cox, Karls chef